# 소환 (환론)
환론에서 소환(素環, 영어: prime ring)은 아이디얼이 곱셈에 대하여 영인자를 갖지 않는 환이다. 정역의 개념의 비가환 일반화의 하나이다.

## 정의
임의의 환 {\displaystyle R}에 대하여 다음 조건들이 서로 동치이며, 이를 만족시키는 환을 소환이라고 한다.
- 임의의 {\displaystyle r,s\in R}에 대하여, 만약 {\displaystyle rRs=\{0\}}이라면 {\displaystyle r=0}이거나 {\displaystyle s=0}이다.
- 영 아이디얼이 소 아이디얼이다.[1]:158
- 임의의 두 아이디얼 {\displaystyle {\mathfrak {a}},{\mathfrak {b}}\subseteq R}에 대하여, 만약 {\displaystyle {\mathfrak {a}}{\mathfrak {b}}=(0)}이라면 {\displaystyle {\mathfrak {a}}=(0)}이거나 {\displaystyle {\mathfrak {b}}=(0)}이다.
- 임의의 두 왼쪽 아이디얼 {\displaystyle {\mathfrak {A}},{\mathfrak {B}}\subseteq R}에 대하여, 만약 {\displaystyle {\mathfrak {A}}{\mathfrak {B}}=(0)}이라면 {\displaystyle {\mathfrak {A}}=(0)}이거나 {\displaystyle {\mathfrak {B}}=(0)}이다.
- 임의의 두 오른쪽 아이디얼 {\displaystyle {\mathfrak {A}},{\mathfrak {B}}\subseteq R}에 대하여, 만약 {\displaystyle {\mathfrak {A}}{\mathfrak {B}}=(0)}이라면 {\displaystyle {\mathfrak {A}}=(0)}이거나 {\displaystyle {\mathfrak {B}}=(0)}이다.
- 모든 왼쪽 아이디얼이 왼쪽 충실한 가군이다.
- 모든 오른쪽 아이디얼이 오른쪽 충실한 가군이다.

## 성질
다음 함의 관계가 성립한다.:153
| 체           | ⇒ | 정역 |   |        |
| ⇓            |   | ⇓    | ⇘ |        |
| 나눗셈환     | ⇒ | 영역 | ⇒ | 축소환 |
| ⇓            |   | ⇓    |   | ⇓      |
| 左·右 원시환 | ⇒ | 소환 | ⇒ | 반소환 |

가환환의 경우, 이 함의는 다음과 같이 단순해진다.
| 체           |   | 정역 |   |        |
| ⇕            |   | ⇕    |   |        |
| 나눗셈환     | ⇒ | 영역 | ⇒ | 축소환 |
| ⇕            |   | ⇕    |   | ⇕      |
| 左·右 원시환 |   | 소환 |   | 반소환 |

소환 {\displaystyle R}의 중심 {\displaystyle Z(R)}는 정역이다. 따라서, 소환의 표수는 0이거나 소수이다.:168, Exercise 10.0

## 예
정역 {\displaystyle D} 위의 행렬환 {\displaystyle \operatorname {Mat} (n;D)}은 소환이다.